# Таско Ерменков
Таско Михайлов Ерменков е български политик.

## Биография
Роден е на 4 октомври 1955 г. в София в семейство на военен офицер. През 1974 г. завършва Английска езикова гимназия в София. Отбива военната си служба, като завършва курс в НШЗО „Христо Ботев" – Плевен, а през 1975 – 1976 г. служи в поделение в Мусачево като командир на взвод. Там, в качеството си на старшина-школник, става щатен сътрудник на служител на Разузнавателното управление на Генералния щаб на БНА. След казармата следва и завършва Московския държавен институт за международни отношения (1976 – 1981).
От септември 1981 г. до септември 1982 г. работи във ВТО „Трансимпекс" като специалист по вноса в звено „Внос-износ на вагони, жп оборудване и гарова техника". Приет е за член на Българската комунистическа партия (1983). През 1987 е назначен за секретар в генералното консулство на България в Западен Берлин, отговарящ за сътрудничеството и кооперирането.
На 20 септември 1984 г. става щатен служител в Разузнавателно управление на Генералния щаб на Българската народна армия, с псевдоним Радулов.
През 1990 г. търговско-икономическата служба към консулството в Берлин се закрива и Ерменков се завръща в България. От 1995 до 1997 г. при управлението на Жан Виденов е директор на Звеното за управление на проект „Модернизация и преструктуриране на ВиК дружествата" по линия на Световната банка. През 1999 г. при правителството на Иван Костов е назначен в Министерството на труда и социалната политика като координатор и ръководител на проекти, финансирани от Световната банка.
През 2003 г. при управлението на Симеон Сакскобургготски е назначен за изпълнителен директор на Агенцията по енергийна ефективност. Този пост запазва и при тройната коалиция и правителството на Сергей Станишев. Освободен е от поста при управлението на ГЕРБ през юни 2010. Депутат от БСП в XLII народно събрание (2013 – 2014), XLIII народно събрание (2014 – 2017) и XLIV народно събрание (2017 – 2021).